# کی‌استون

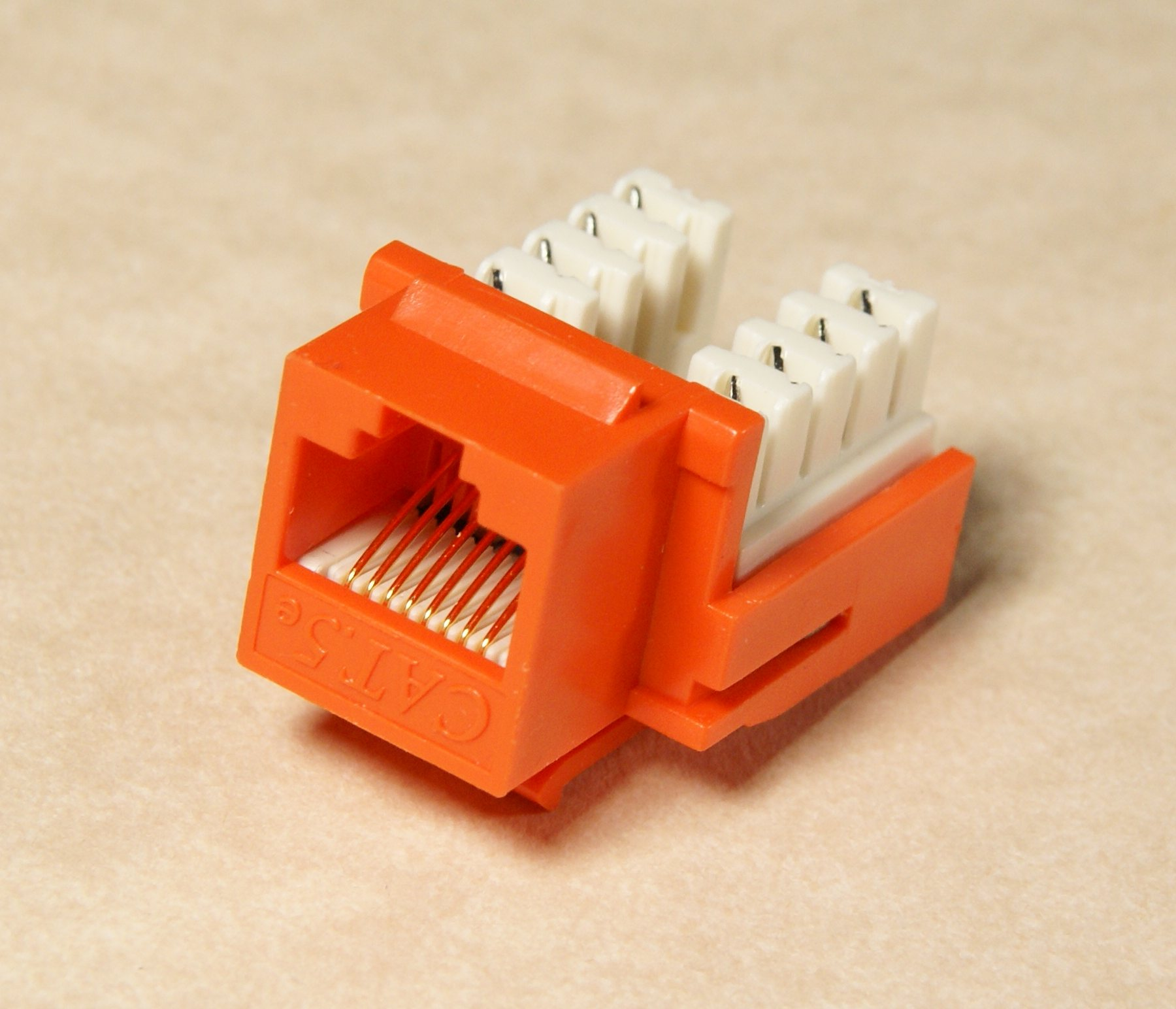
کی‌استون برای CAT5

کیستون (به انگلیسی: Keystone) یک قطعه کوچک است که رابط بین پریز شبکه و کابل شبکه و در نهایت رایانه است. کیستون معمولاً به‌طور مجزا با توجه به نوع آن(cat۶  یا cat5)انتخاب می‌شود و در داخل پریز شبکه نصب می‌شود. معمولاً روی تمام کیستون ها جدول رنگ وجود دارد که با دو استاندارد 568Bو 568َA  را شامل می‌شود، شایان ذکر است در ایران به دلیل پچ پنل‌ها که با استاندارد  کلاس 568B ساخته می‌شوند، باید از این کلاس استفاده نمود و برای اتصال کابل شبکه مطابق با جدول رنگ آن عمل کرد .